# Torneio Municipal de Futebol do Rio de Janeiro 1948
In 1948 werd de zevende editie van het Torneio Municipal de Futebol do Rio de Janeiro  gespeeld voor de clubs uit de stad Rio de Janeiro. De competitie werd gespeeld van 12 april tot 21 juni en ging vooraf aan het Campeonato Carioca dat een week later van start ging. Vasco da Gama voor de vierde keer op rij kampioen.

## Eindstand
| Plaats | Club          | Wed. | W | G | V | Saldo | Ptn. |
| ------ | ------------- | ---- | - | - | - | ----- | ---- |
| 1.     | Fluminense    | 10   | 6 | 4 | 0 | 25:13 | 16   |
| 1.     | Vasco da Gama | 10   | 6 | 4 | 0 | 25:15 | 16   |
| 3.     | Flamengo      | 10   | 7 | 1 | 2 | 30:12 | 15   |
| 4.     | Botafogo      | 10   | 4 | 4 | 2 | 23:21 | 12   |
| 4.     | Olaria        | 10   | 4 | 4 | 2 | 23:22 | 12   |
| 6.     | Bangu         | 10   | 4 | 2 | 4 | 16:13 | 10   |
| 6.     | São Cristóvão | 10   | 4 | 2 | 4 | 24:25 | 10   |
| 8.     | America       | 10   | 3 | 1 | 6 | 27:27 | 7    |
| 9.     | Madureira     | 10   | 2 | 1 | 7 | 15:30 | 5    |
| 9.     | Bonsucesso    | 10   | 1 | 3 | 6 | 14:23 | 5    |
| 11.    | Canto do Rio  | 10   | 1 | 0 | 9 | 19:40 | 2    |

|  | Finale |

### Finale
|                          |                                           |       |               |                                                                  |
| 24 juni Eerste wedstrijd | Fluminense                                | 4 – 0 | Vasco da Gama | Estádio de General Severiano, Rio de Janeiro Toeschouwers: 6.991 |
| 24 juni Eerste wedstrijd | Orlando 46', 70' Simões 80' Rodrigues 89' |       |               | Estádio de General Severiano, Rio de Janeiro Toeschouwers: 6.991 |

|                          |                      |       |             |                                                       |
| 27 juni Tweede wedstrijd | Vasco da Gama        | 2 – 1 | Fluminense  | Estádio da Gávea, Rio de Janeiro Toeschouwers: 11.016 |
| 27 juni Tweede wedstrijd | Dimas 36' Nestor 50' |       | 60' Orlando | Estádio da Gávea, Rio de Janeiro Toeschouwers: 11.016 |

|                         |            |       |               |                                                                   |
| 30 juni Derde wedstrijd | Fluminense | 1 – 0 | Vasco da Gama | Estádio de General Severiano, Rio de Janeiro Toeschouwers: 14.381 |
| 30 juni Derde wedstrijd | Orlando 8' |       |               | Estádio de General Severiano, Rio de Janeiro Toeschouwers: 14.381 |

## Kampioen
| Torneio Municipal de Futebol do Rio de Janeiro 1948 |
| Rio de Janeiro                                      |
| --------------------------------------------------- |
| FLUMINENSE Kampioen (2° titel)                      |

## Topschutters
| Speler            | Speler  | Goals | Team       |
| ----------------- | ------- | ----- | ---------- |
| Vlag van Brazilië | Orlando | 12    | Fluminense |